# Dimítrios Valvis
Dimítrios Valvis (en grec: Δημήτριος Βάλβης; Mesolongi, 8 de maig de 1808 o 1814 - Atenes, 30 de novembre de 1892) fou un polític grec, que exercí de president de la Cort Suprema (Άρειος Παγος) entre 1872 i 1875. Després va ser breument Primer Ministre durant el mes de maig de 1886.
Era el germà de Zinóvios Valvis qui també va exercir com a Primer Ministre. Va morir a Atenes el 30 de novembre de 1892.